# La Pintada
La Pintada – miasto w prowincji Coclé w Panamie, położone ok. 13 km na północny zachód od Penonomé.  Ludność: 3 882 (2010). Dwa kilometry od miasta znajdują się prekolumbijskie petroglify. W La Pintada znajduje się fabryka cygar Cigarros Joyas de Panamá oraz niewielki rynek, na którym można kupić pamiątki.